# Tipula flavopolita
Tipula flavopolita är en tvåvingeart som beskrevs av Alexander 1942. Tipula flavopolita ingår i släktet Tipula och familjen storharkrankar. Inga underarter finns listade i Catalogue of Life.